# Niccola Maria Salerno
Niccola Maria Salerno (Salerno, 10 maggio 1675 – Salerno, 5 marzo 1762) è stato un poeta e romanziere italiano.
Principe di Licignano, riaprì a Napoli l'Accademia degli Oziosi nel 1733, e si occupò di diritto, filosofia, scienza, poetica, oratoria, morale. Fu politico ricoprendo vari incarichi nel Regno.

## Produzione letteraria
Pubblicò una raccolta di Rime (1732) in morte della moglie Anna Maria Caterina Doria, e scrisse un'opera pastorale, Filli, sulla scia del Tasso e di Battista Guarini. Pubblicò due commedie (Peronella e Giannotto), l'Antioco, tragedia in rime, canzoni, sonetti e sestine petrarcheschi.
Nel 1760, poco prima della sua morte, vide pubblicato dall'Abate Giliberti il suo libro di Novelle, raggruppate in dieci giornate e raccontate da sei giovani, nella villa della nobildonna Lucrezia de Luna d'Aragona, sita a Vietri sul Mare. L'opera è realizzata sul modello del Decamerone e riprende la tradizione narrativa già espressa col Novellino di Masuccio Salernitano.